# Trachionus nigricornis
Trachionus nigricornis är en stekelart som först beskrevs av Sievert Allen Rohwer 1914.  Trachionus nigricornis ingår i släktet Trachionus och familjen bracksteklar. Inga underarter finns listade i Catalogue of Life.